# 西カリマンタン州
西カリマンタン州（にしカリマンタンしゅう、インドネシア語: Kalimantan Barat）は、インドネシアの州。カリマンタン島に5つある同国の州の一つである。州都ポンティアナックは赤道直下にある。人口の約29%はポンティアナック市内に住んでいる。経済発展が遅れている地方のひとつである。

## 地理
同州と他地域の境界は大体カプアス川の分水嶺をなす山脈と一致しており、同州のほとんどが同川の流域となっている。

## 行政
同州の下には2市(kota)
そして12県(kabupaten)が置かれている。

### 県
1. ベンカヤン県 - Kab. Bengkayang
2. 源流カプアス県 - Kab. Kapuas Hulu
3. 北カヨン県 - Kab. Kayong Utara
4. ケタパン県 - Kab. Ketapang
5. クブラヤ県 - Kab. Kubu Raya
6. ランダック県 - Kab. Landak
7. メラウィ県 - Kab. Melawi
8. メンパワ県 - Kab. Mempawah
9. サンバス県 - Kab. Sambas
10. サンガウ県 - Kab. Sanggau
11. セカダウ県 - Kab. Sekadau
12. シンタン県 - Kab. Sintang

### 市
1. ポンティアナック - Pontianak
2. シンカワン - Singkawang

## 歴史
主にダヤク人が居住する地域だったが17世紀にマレー人が移住。先住民であるダヤク人が国家を形成することはなく、16世紀にはマジャパヒト王国の王子が西カリマンタン最古の王朝であるスカダナを建国。18世紀には西ボルネオの海岸沿いや内陸部の河川上にマレー人やブギス人が支配者層である港市国家が多数存在し、1771年には海賊活動によって勢力を拡大したアブドゥルラフマーンがカプアス河口にポンティアナック王国を建国、また華人の商人や労働者の流入も増大し、1777年（もしくは1840年）にはカプアス河の内陸に客家系華僑の鉱山(金鉱)労働者による共和国「蘭芳公司」も成立した。
1800年よりオランダ領東インドとなる。植民地時代からマレー人によるダヤク人の抑圧など、多民族地域ゆえの民族紛争が絶えず続く。1942年から1945年までは日本の統治下にあり、1943年にはポンティアナック事件が発生。
1960年代半ばのスカルノ政権時代には、西カリマンタンはインドネシアとマレーシアとの間の武力衝突の舞台となった。
スハルトが1965年にスカルノを失脚させた後は、武力衝突はすみやかに終息したが、この武力衝突の間に非合法組織インドネシア共産党 (PKI) の後ろ盾で武装勢力が組織され、スハルト軍事政権との間でさらに10年間に及ぶ内戦が続いた。1968年から反マドゥラ人暴動がたびたび起こり、1990年代には大量のマドゥラ人難民を生んだ。スハルト時代には、カリマンタンでは豊富な森林資源とプランテーションをもとにした森林開発が推進された。   
1998年に中央集権的なスハルト体制が崩壊すると地方分権的民主体制へと大きく転換し、西カリマンタンでは森林事業の下請けを地元の華人業者が担っていたことから、各地に群雄割拠した中小規模の経済・社会的有力者たちと親交のある県役人や県政治家が地方首長ポストをめぐって鎬を削るようになった。 
2001年に1市6県から2市8県になる。
2019年、カリマンタン島最大規模の港湾となるキジン港が開港する予定。